# Svanklipptuss
Svanklipptuss (Cynodontium gracilescens) är en bladmossart som beskrevs av W. P. Schimper 1856. Svanklipptuss ingår i släktet klipptussar, och familjen Dicranaceae. Enligt den svenska rödlistan är arten starkt hotad i Sverige. Arten förekommer i Svealand och Nedre Norrland. Artens livsmiljö är skogslandskap. Inga underarter finns listade i Catalogue of Life.

## Bildgalleri

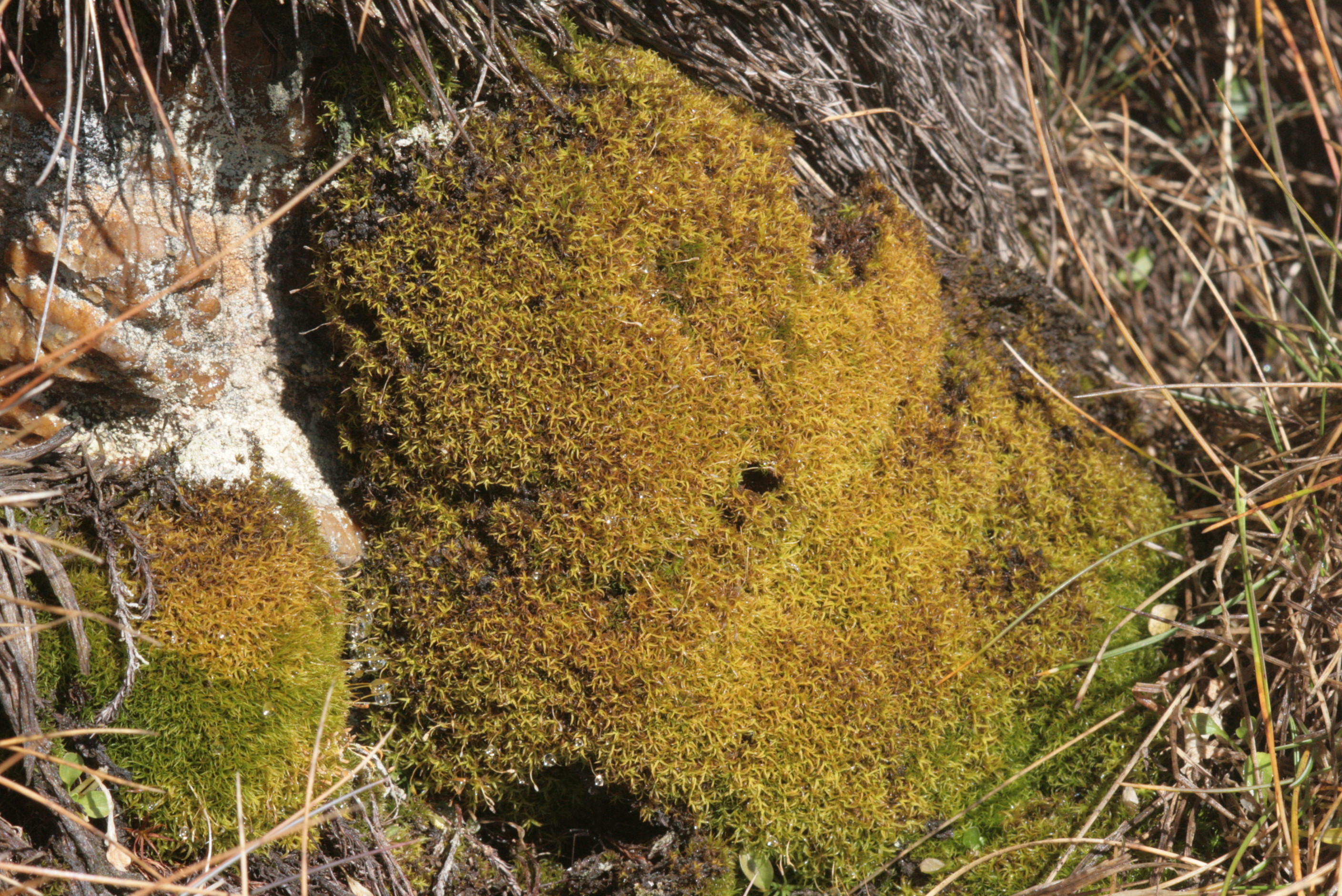
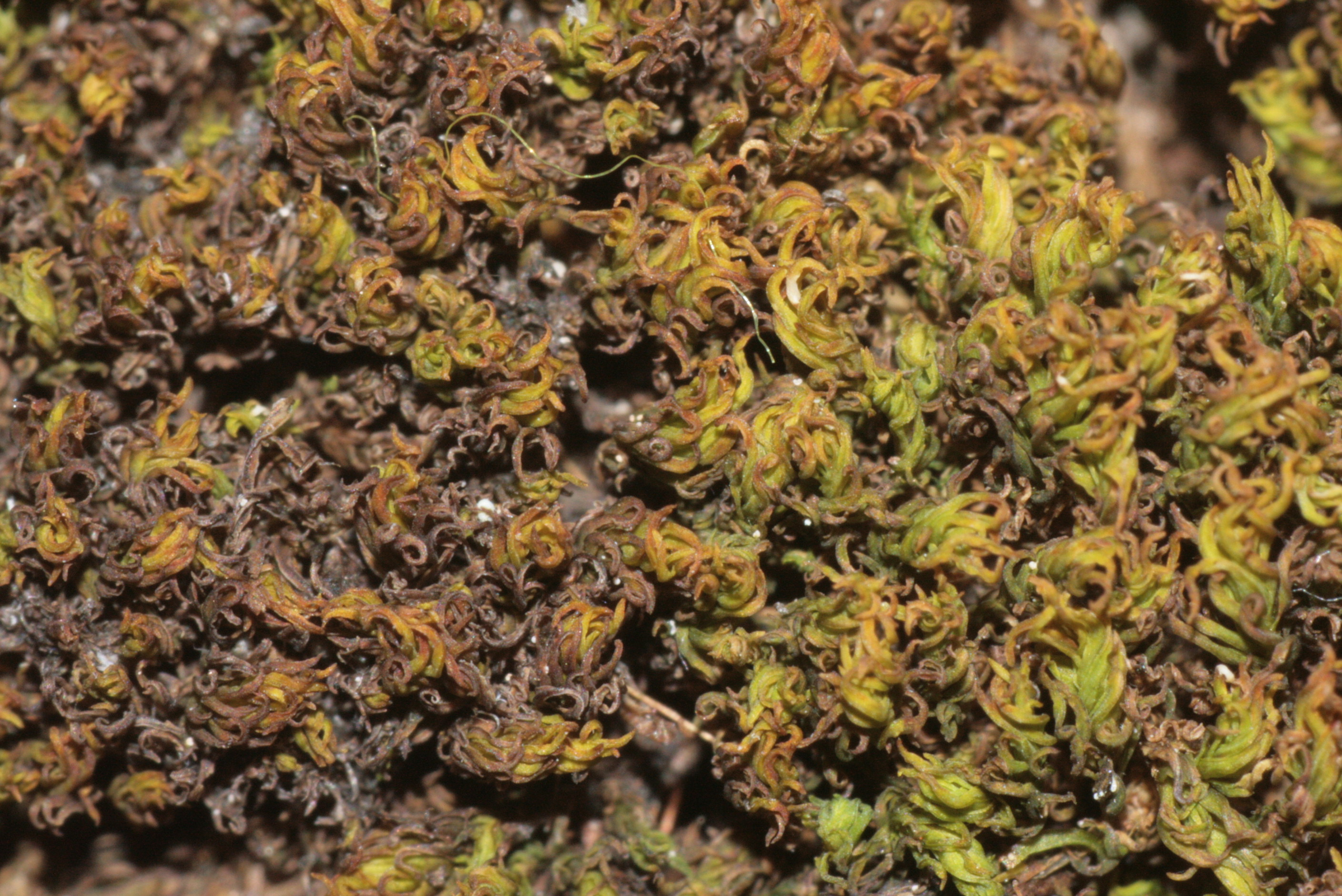
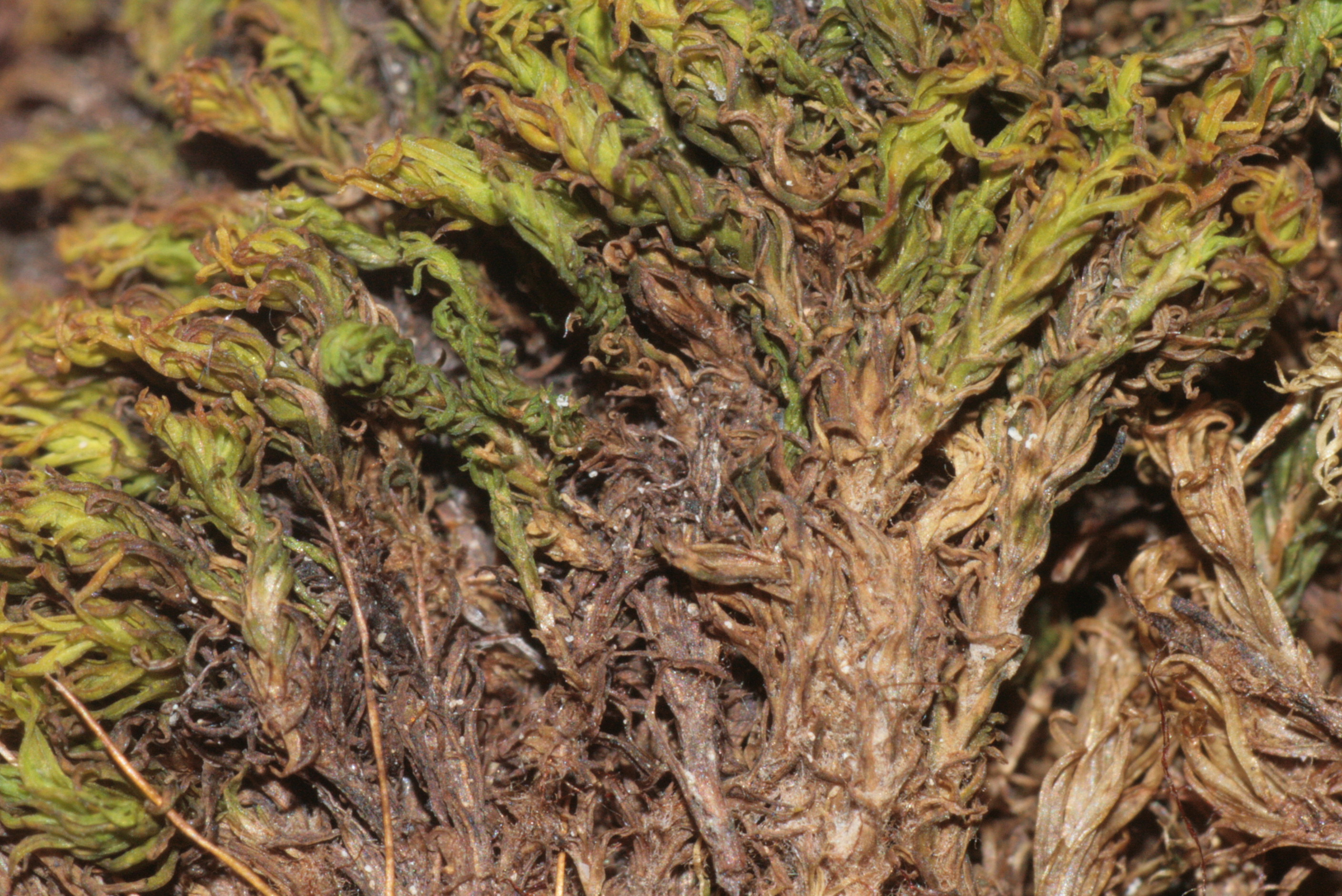
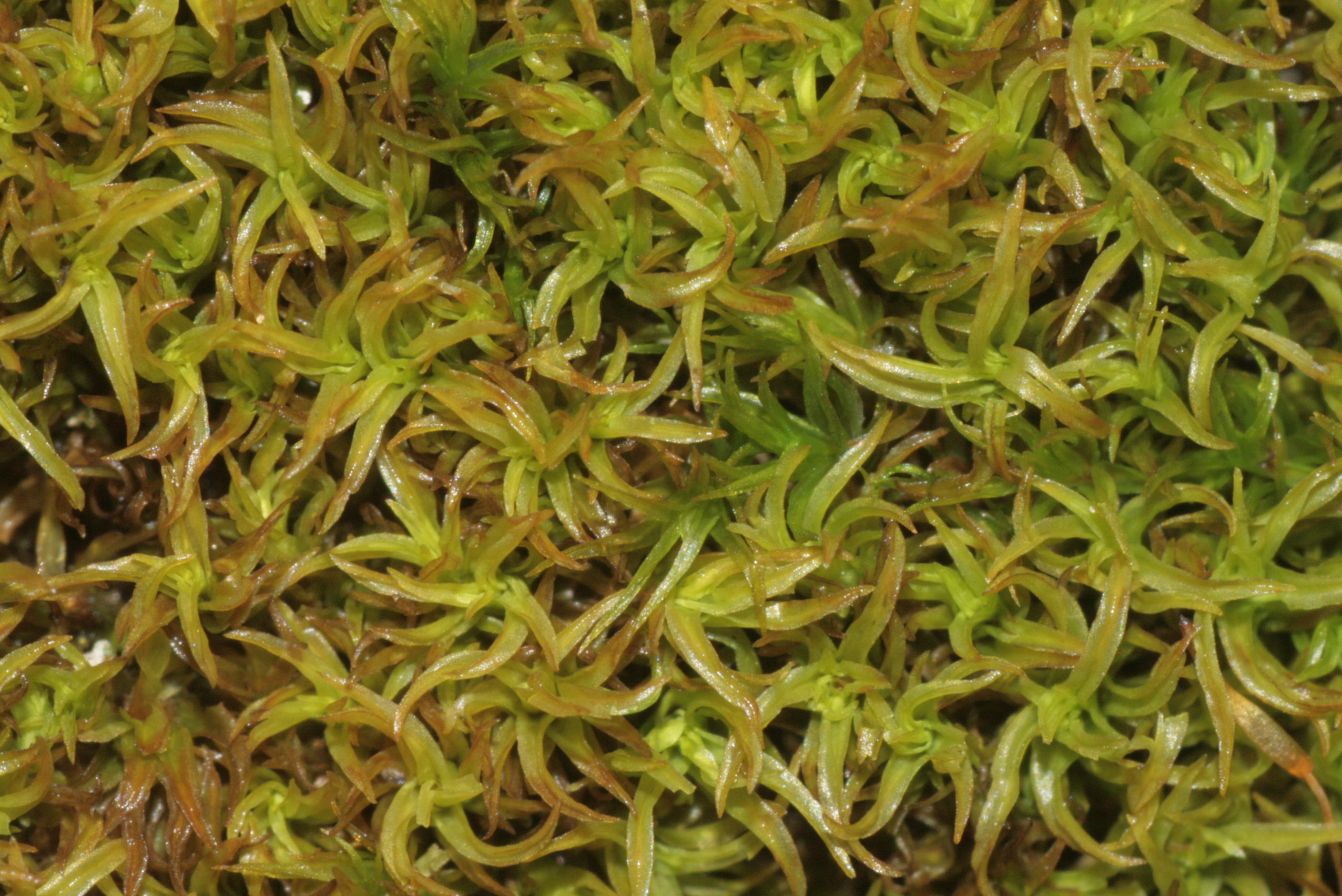